# Lê Ý Tông
 (octobre 2018).
Si vous disposez d'ouvrages ou d'articles de référence ou si vous connaissez des sites web de qualité traitant du thème abordé ici, merci de compléter l'article en donnant les références utiles à sa vérifiabilité et en les liant à la section « Notes et références ».
Lê Ý Tông (1719 - 1759), né sous le nom Lê Duy Thận ou Lê Duy Chẩn, est l'empereur du Đại Việt (ancêtre du Viêt Nam) de la dynastie Lê. Il règne de 1735 à 1740.

## Maire du palais
- Trịnh Giang